# El Cardonal (Tranvía de Tenerife)
El Cardonal es el nombre de un barrio perteneciente al municipio de San Cristóbal de La Laguna, construido en los años 60 y a escasos metros de la parada de la red del Tranvía de Tenerife. Inaugurada el 2 de julio de 2007, junto con todas las de la línea 1, da servicio también, desde el 30 de mayo de 2009, a la línea 2, permitiendo realizar el transbordo entre ambas líneas.
Se encuentra en la carretera Cuesta-Taco, en el Polígono Industrial Las Torres de Taco (La Laguna), próxima al barrio de El Cardonal, del cual toma su nombre.

### Guaguas

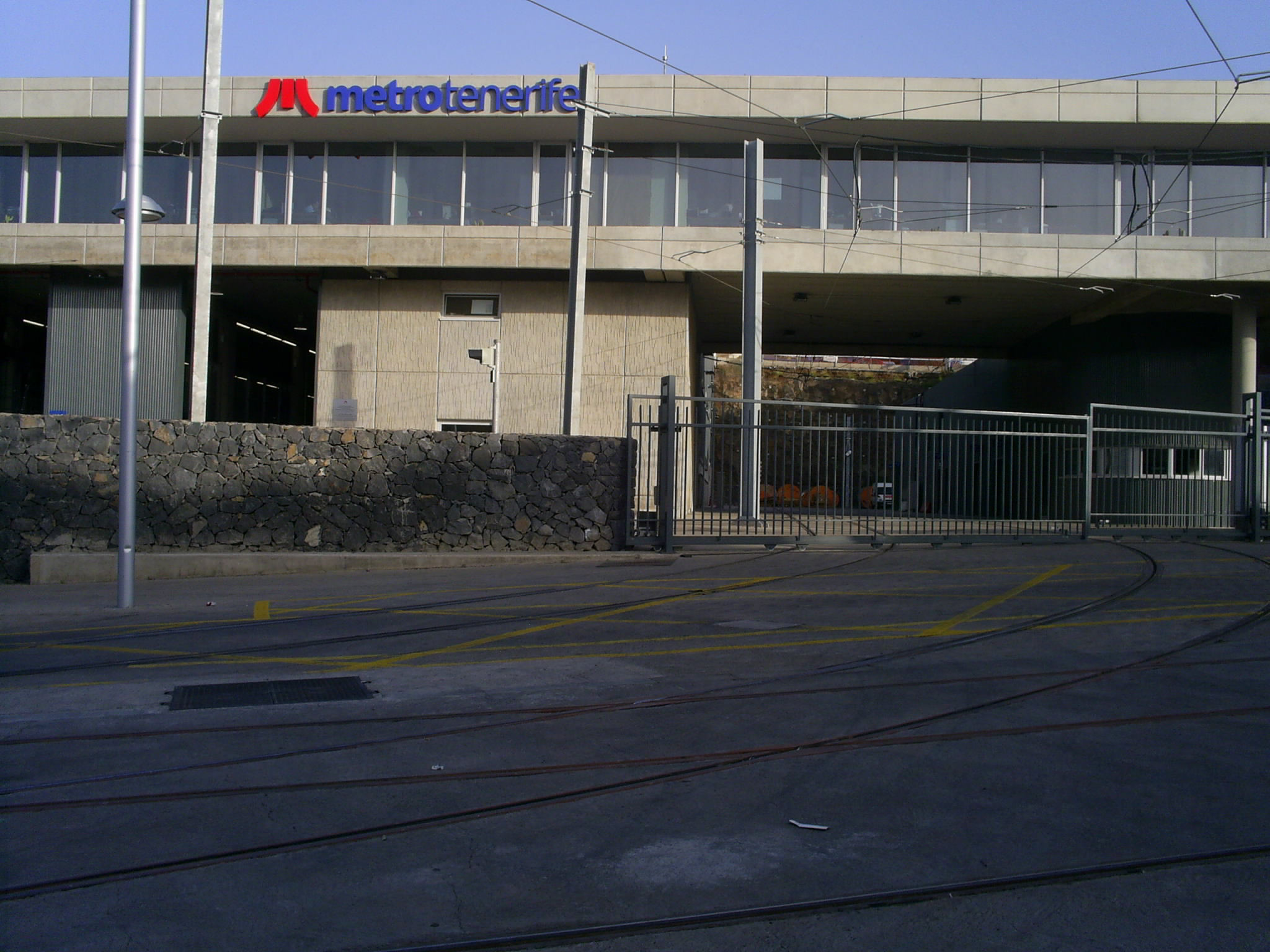
Edificio de Talleres y Cocheras, situado frente a la parada.

## Accesos
- Carretera Cuesta-Taco, pares
- Carretera Cuesta-Taco, impares

## Líneas y conexiones

### Tranvía
| Línea | Origen         | Destino     |
| ----- | -------------- | ----------- |
|       | Intercambiador | La Trinidad |
|       | La Cuesta      | Tíncer      |

## Lugares próximos de interés
- Talleres y Cocheras del Tranvía de Tenerife, y oficinas de MTSA.
- Polígono Industrial Las Torres de Taco
- Almacén de distribución y reparto de Correos
- Bingo Ciudad Laguna
- Punto Limpio del Gobierno de Canarias